# Blanche Yurka
Blanche Yurka est une actrice américaine née le 18 juin 1887 à Saint Paul, Minnesota (États-Unis), morte le 6 juin 1974 à New York (État de New York).

## Filmographie
- 1917 : National Red Cross Pageant de Christy Cabanne : Truth
- 1919 : She's Everywhere
- 1935 : Le Marquis de Saint-Évremont (A Tale of Two Cities) : Madame Defarge
- 1940 : Les Bas-fonds de Chicago (Queen of the Mob) de James Patrick Hogan : Ma Webster
- 1940 : Ville conquise (City for Conquest) : Mrs. Nash
- 1940 : Escape : Concentration Camp Nurse-Matron
- 1941 : Ellery Queen and the Murder Ring de James Patrick Hogan : Mrs. Augusta Stack
- 1942 : Lady for a Night : Julia Anderson
- 1942 : Pacific Rendezvous : Mrs. Savarina
- 1942 : La Flamme sacrée (Keeper of the Flame) : Mrs. Anna Taylor
- 1942 : Une nuit inoubliable (A Night to Remember) : Mrs. Salter
- 1943 : Tonight We Raid Calais : Widow Grelieu
- 1943 : Hitler's Madman : Frau Anna Hanka
- 1943 : Le Chant de Bernadette (The Song of Bernadette) : Aunt Bernarde Casterot
- 1944 : The Bridge of San Luis Rey de Rowland V. Lee : The Abbess
- 1944 : La Fille du loup-garou (Cry of the Werewolf) d'Henry Levin : Yonka
- 1944 : One Body Too Many : Matthews
- 1945 : L'Homme du Sud (The Southerner) : Mama Tucker
- 1947 : 13, rue Madeleine : Madame Thillot
- 1947 : L'Homme que j'ai choisi (The Flame), de John H. Auer : Tante Margaret
- 1950 : Les Furies (The Furies) : Herrera Mother
- 1952 : Les Fils des Mousquetaires (At sword's point) : Madame Michom
- 1953 : Taxi : Mrs. Nielson
- 1959 : Caravane vers le soleil (Thunder in the Sun) de Russell Rouse : Louise Dauphin